# ويليام راسيل (سياسي)
ويليام راسيل (بالإنجليزية: William Russell)‏ هو محامي وفلاح وسياسي بريطاني وأسترالي (وحمل سابقاً جنسية المملكة المتحدة لبريطانيا العظمى وأيرلندا)، ولد في 20 أكتوبر 1842 في المملكة المتحدة، وتوفي في 28 يونيو 1912 بخليج تومبي في أستراليا. حزبياً، نشط في حزب العمال الأسترالي وحزب العمال الأسترالي (فرع جنوب أستراليا) ‏. وقد انتخب عضو مجلس جنوب أستراليا التشريعي عن دائرة North-Eastern District (South Australian Legislative Council) ‏ وقد انضم خلال فترته النيابية (19 مايو 1894 – )  للكتلة البرلمانية حزب العمال الأسترالي (فرع جنوب أستراليا) ‏ وانتخب عضو مجلس الشيوخ الأسترالي ‏ عن دائرة جنوب أستراليا ‏ (1907 – 28 يونيو 1912) وانتخب عضو مجلس النواب جنوب أستراليا من الجمعية عن دائرة Electoral district of Burra ‏ وقد انضم خلال فترته النيابية (8 يونيو 1901 – 2 مايو 1902)  للكتلة البرلمانية حزب العمال الأسترالي (فرع جنوب أستراليا) ‏.